# Tahay (Moutourwa)
Tahay est une localité du Cameroun située dans la commune de Moutourwa, le département du Mayo-Kani et la Région de l'Extrême-Nord, au pied des monts Mandara, à proximité de la frontière avec le Tchad.

## Localisation
Tahay est localisé à 10°10'59" Nord de latitude et 14°11'49" Est de longitude.